# Ficus brunneoaurata
Ficus brunneoaurata är en mullbärsväxtart som beskrevs av Edred John Henry Corner. Ficus brunneoaurata ingår i släktet fikonsläktet, och familjen mullbärsväxter. Inga underarter finns listade i Catalogue of Life.